# Trung tâm nghiên cứu và bảo tồn di sản văn hóa tại Toruń

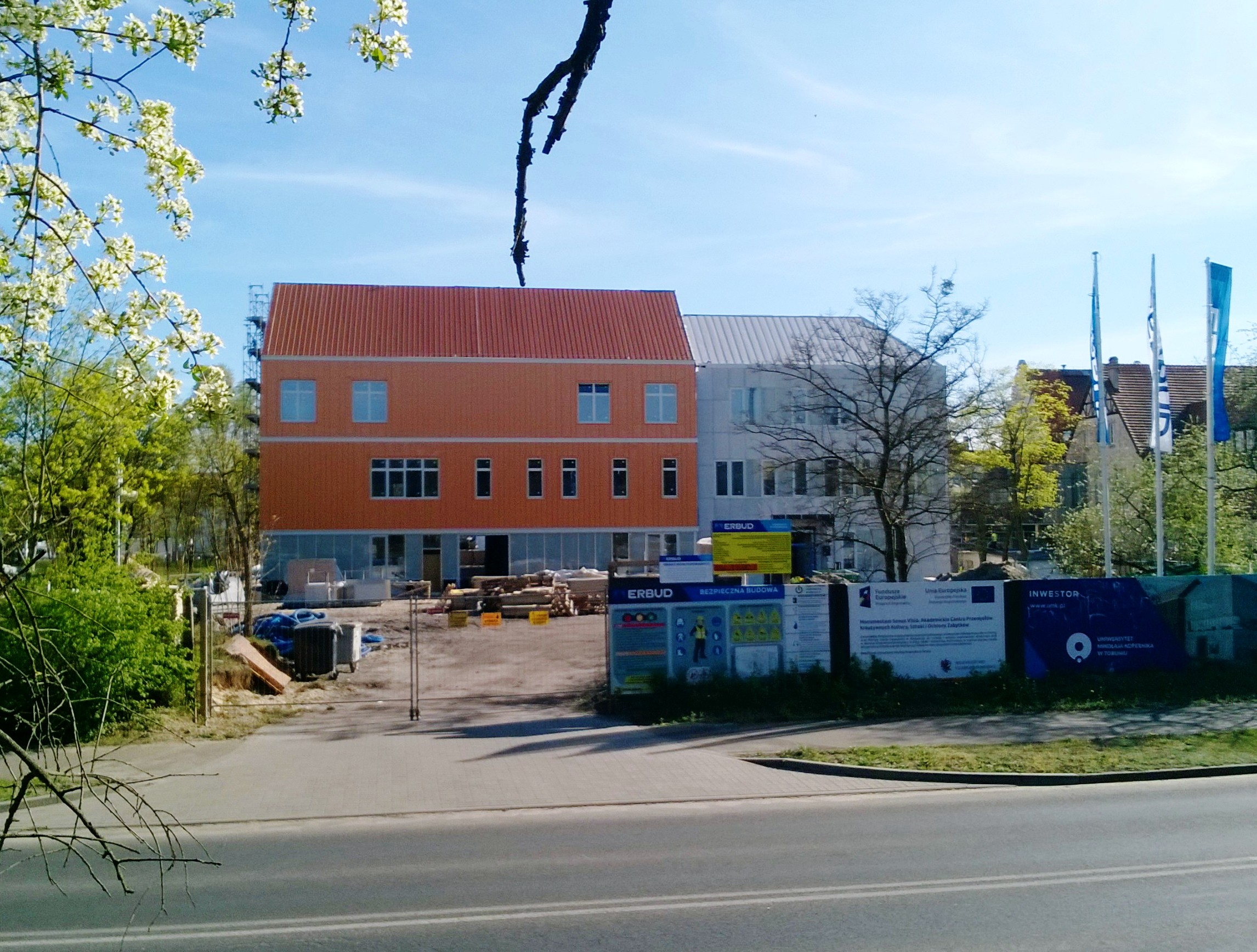
Công trường xây dựng Trung tâm nghiên cứu và bảo tồn di sản văn hóa tại Toruń (tính đến tháng 4 năm 2020)

Trung tâm nghiên cứu và bảo tồn di sản văn hóa tại Toruń (tiếng Ba Lan: Centrum Badań i Konserwacji Dziedzictwa Kulturowego w Toruniu) là một đơn vị thuộc Đại học Nicolaus Copernicus ở Toruń, thành lập tại Khoa Mỹ thuật.

## Vị trí
Trung tâm tọa lạc ở phía tây thành phố, số 30/32 phố Sienkiewicza, quận Bydgoskie Przingmieście,  tại Khoa Mỹ thuật.

## Cấu trúc
Ngày 19 tháng 6 năm 2018, Đại học Nicolaus Copernicus và công ty ERBUD ký thỏa thuận về việc chuẩn bị xây dựng Trung tâm, và công trình khởi công vào tháng 2 năm 2019. Việc xây dựng sẽ hoàn thành vào tháng 3 năm 2021. Khi đưa vào vận hành, trung tâm sẽ được trang bị các thiết bị mới nhất. Lễ khai trương Trung tâm dự kiến vào tháng 3 năm 2022.
Tòa nhà có ba tầng với diện tích có thể sử dụng là hơn 2.000 mét vuông, trong không gian 21.360 mét khối..

## Phòng thí nghiệm
- Phòng thí nghiệm nghiên cứu và bảo tồn các yếu tố kiến trúc và chi tiết
- Phòng thí nghiệm nghiên cứu và bảo tồn tranh và điêu khắc nhiều màu
- Phòng ảnh
- Phòng thí nghiệm hóa lý
- Phòng thí nghiệm nghiên cứu và bảo tồn giấy và da
- Phòng thí nghiệm nghiên cứu và bảo tồn nghệ thuật hiện đại
- Phòng thí nghiệm kiểm kê và nghiên cứu di tích kiến trúc

## Giải thưởng
- 2019 - Khoa Mỹ thuật nhận được Giải thưởng Sáng tạo Ba Lan: xây dựng Trung tâm nghiên cứu và bảo tồn di sản văn hóa.

## Một số hình ảnh

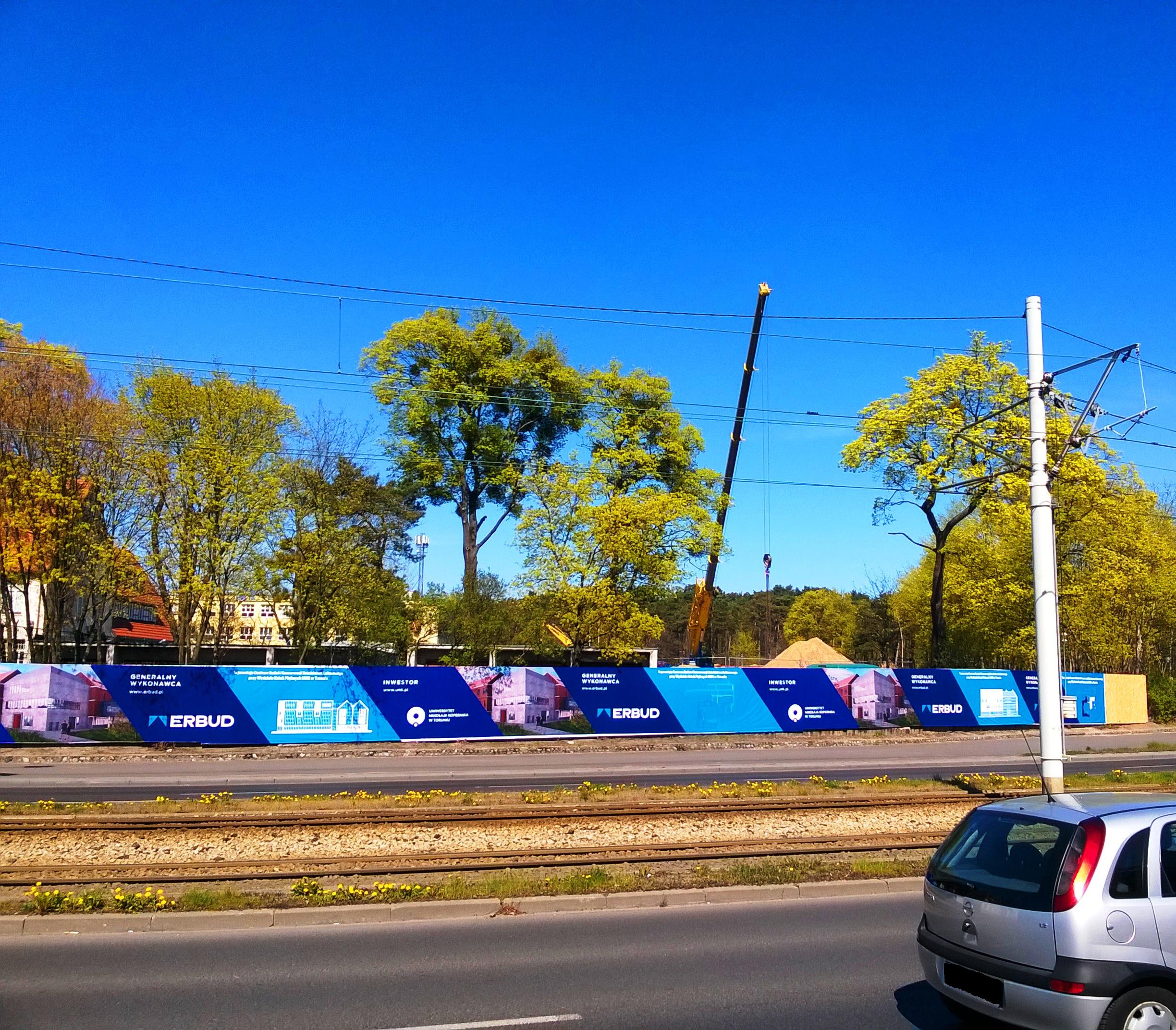
Tháng 4 năm 2019
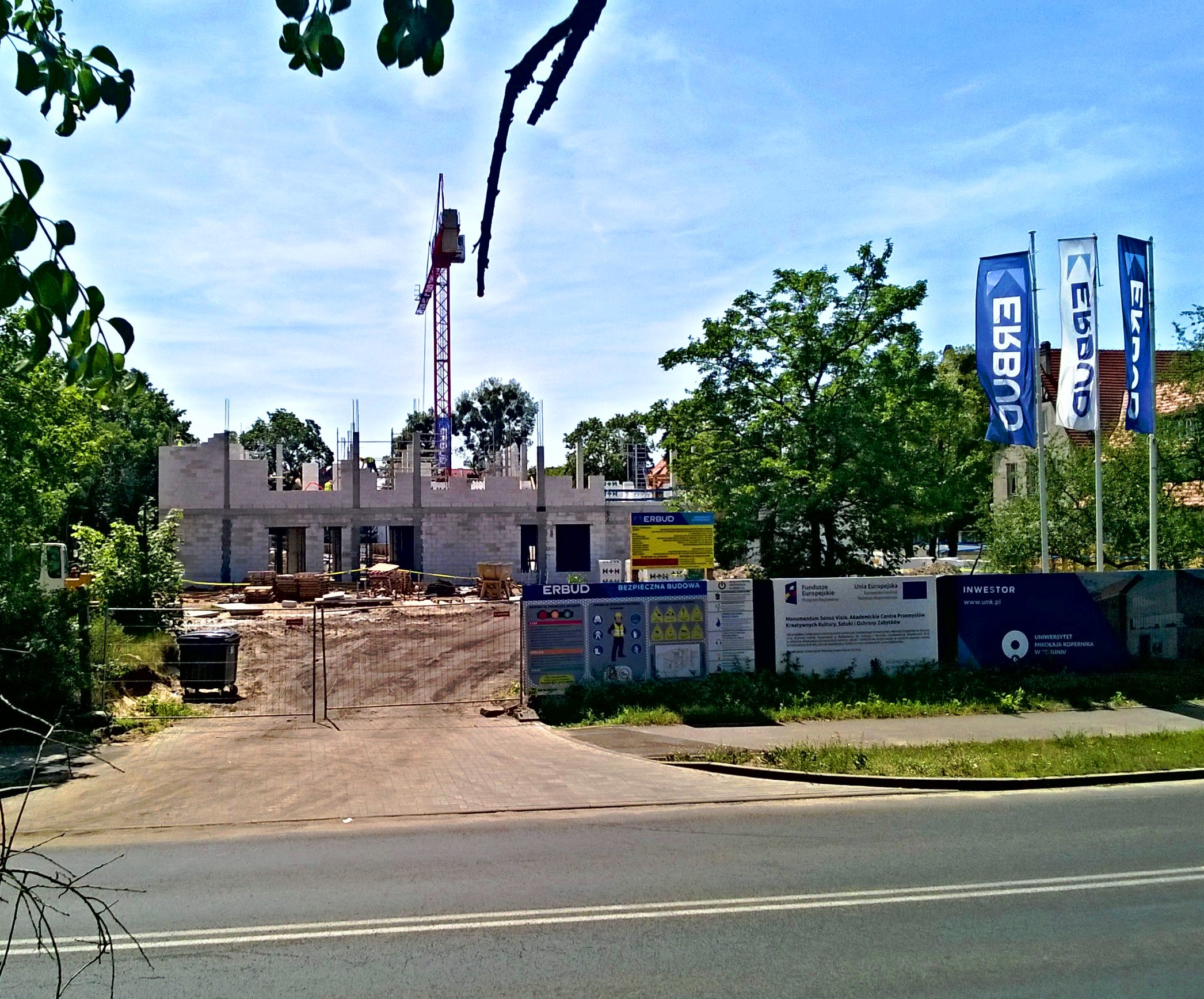
Tháng 6 năm 2019
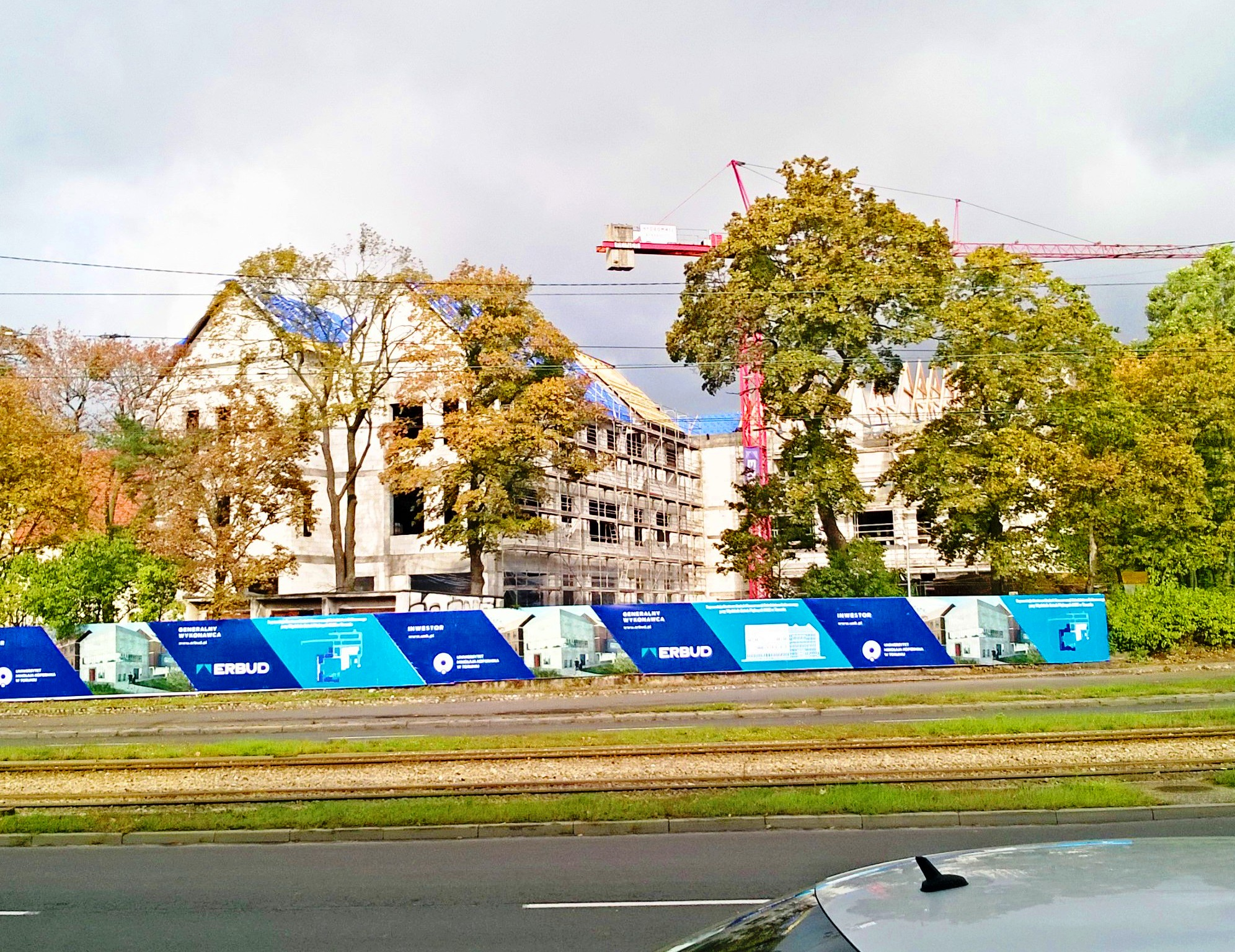
Tháng 10 năm 2019